# Deshabillz
Deshabillz（デザビエ）は、日本のヴィジュアル系ロックバンド。

## 音楽的特徴
怪物を彷彿させるグロテスクなメイクと、血ノリをつけた衣装が特徴。当時、LUNA SEAやFANATIC◇CRISISなど、綺麗な衣装が多かったヴィジュアル系バンドの中でも異端的な存在として注目されていた。また楽曲の冒頭や曲中に台詞を入れるのも、彼らの特徴の一つと言える。
その外見、音楽性により個性的なファンが多く、ライブではあまり熱狂的にではなくむしろ静かにステージを見つめているファンが多かったという。また、他のバンドに比べると男性層のファンが多かったことも注目される。

## 来歴
1992年11月にボーカルのSHUNを中心に結成。翌年より横浜界隈を中心に活動を行う。活動当初はデモテープなどを自己制作し、地元の他バンドのライブ会場などで配布するなどしていた。
1994年6月にVOGUEのCHIKA、JEANA、黒夢の臣のプロデュースの下、ファーストアルバム「神従者」をティアーズ音楽事務所よりリリース。レーベル設立第一弾CDとして、BAISERのファーストアルバム「接吻」と同時リリースとなり、さらに大物アーティストがプロデュースを担当したことで注目を集めた。さらにその年の11月にはセカンドアルバム「精神離脱者」を発売することになり、この話を受けたSHUNは10日間で10曲を書き上げたという。
1998年5月、X JAPANのhideが死去。Deshabillzのメンバーは追悼のためにライブ会場から直接葬儀会場まで機材車で向かうが、その途中の高速道路で交通事故に遭い、ベーシストの美歪が亡くなるという悲劇が起きてしまう。結果的にこの事件の後、Deshabillzは活動を休止する形となる。「Deshabillzはメンバーチェンジが多かったが、当時のメンバーは最高の組み合わせだった」とSHUNは語っている。
その後、SHUNは螺旋ウィルス、Domestic†Childで音楽活動を継続するが、およそ2年ほど表舞台に出たのを最後に小説の執筆に専念し、音楽活動を断念してしまう。しかしある時、TEARS MUSIC代表の藤原靖弘に小説の刊行について相談したところ、「Deshabillzを復活させる」と逆に切り出され、サポート、プロデュースにKISAKI（ex.Phantasmagoria）を迎え、2008年3月にUNDER CODE PRODUCTIONよりマキシシングルをリリース。改めて音楽活動を再開することになる。
2011年11月27日、KISAKI PROJECTのライブイベントにてSHUNとSHI-NOと時雨と3人で活動を再開した。
2022年、復活。それに伴いSHUNによるオフィシャルサイトも開設。
2023年、サブスクリプションサービスをはじめとする音楽配信サイトにて、Cureによる「ヴィジュアル系バンドの楽曲をサブスクリプションにて全世界38ヵ所へ配信」するプロジェクトの第一弾としてDeshabillzが選ばれ、SHUNによりセレクトされたベストアルバムを3か月連続で配信リリース。

## メンバー
- Vocal：SHUN（シュン）本名：伊知地俊　1973年9月30日生まれ　身長約170センチ。

92年、SHUNとYUJIと共に母体バンドGUSTを結成、GUSTを得て同年、Deshabillzを結成。彼の作詞はダークで激しいものが多いが、静かなものも幾つかある。KISAKI PROJECT第二章ライブイベントにて復帰を果たした。

### サポートメンバー
- Guitar：悠（from.ゾディア）
- Guitar：中西信剛（ex.Eze:quL、KISAKI PROJECT）
- Bass、Produce：KISAKI（ex.Phantasmagoria）
- Bass：テラ（from.ゾディア）
- Drums：旬奈（from.ダリ）

### 関係者（活動期間）
- Guitar：FUAY（ファイ）（1992～93年）
- Guitar：MATSU（マツ）（1992～93年）
  - 2003年死去。脱退後、Rafflesiaと言うバンドを結成。
- Guitar：SHI-NO（シーノ）（1993～98年）
  - 加入から活動休止まで残った唯一のメンバー。活動休止後、KAZUKIと共にJE*REVIENSと言うバンドを結成するが、2000年に解散。現在はDJ AKIとして活動している。KISAKI PROJECT第二章のライブイベントにて復帰を果たした。

- Bass：YUJI（ユウジ）（1992～93年）
  - SHUNと共にDeshabillzを結成したメンバー。脱退後、Blanche（SHAISUKEの前所属バンド）のメンバーになるが、解散した。現在はテクノDJをやっている。
- Bass：SHAISUKE（シャイスケ）（1993年）
  - 2001年7月16日死去。Deshabillz加入前はPENICILLIN、脱退後はBAISERに加入。
- Bass：HIROSHI（ヒロシ）（1993～94年）
  - 脱退後はANGEL DUSTを結成するが、後に脱退。
- Bass：時雨（シグレ）（1994年）
  - 元はDeshabillzのローディーだったが、HIROSHIの脱退後に加入。だが同年バイク事故に遭い脱退。後にJUNとCANARYを結成するが、1998年に脱退。その後、数々のバンドを組み音楽活動を継続。KISAKI PROJECT第二章ライブイベントにて復帰を果たした。
- Bass：美歪（ウツクシイイビツ）（1994～98年）
  - Deshabillz加入前は関西中心にて活動していた。
  - 1998年5月7日にMadeth gray'llの歪と共にX JAPANのHideの葬儀に向かう途中、高速道路で事故を起こし、2人共死去した。

- Drums：JUN（ジュン）（1993～94年）
  - 2006年8月死去。脱退後、チャイナドレスがトレードマークだった。時雨とCANARYを結成するが、1999年に解散。引退後、格闘技をやっていた。
- Drums：TOSHIYUKI（トシユキ）（1994～97年）
  - JUN脱退後に加入したメンバー。元SMOKY FLAVOR。1997年に脱退。
- Drums：KAZUKI（カズキ）（1997～98年）
  - TOSHIYUKI脱退後に加入。活動休止後はSHI-NOと共にJE*REVIENSを結成するが、脱退した。その後、Dué le quartz、バビロンと渡りバンド活動を継続する。現在は結婚している。

## ディスコグラフィー

### デモテープ
- DEAD FINAL JUNK（1992年12月、93年12月21日） 
  - 500本限定配布、横浜MONSTER限定配布（両日ライブに訪れた人限定）
- Restc la（1993年3月） 
  - 100本限定配布
- …残夢…（1993年12月20日） 
  - 横浜MONSTER限定配布
- 純白ノ女神（1993年12月21日） 
  - 横浜MONSTER限定配布

### シングル
- 想イ出ダケデ未来ノ無イ、分裂気味ノ人ニ…（1995年）
  - 大阪ホール招待ライブにて100枚限定配布
- 奴隷デモ、影デモイイカラ、束縛シテ欲シイアナタヘ…（1995年）
  - 川崎CLUB CITTA招待ライブにて100枚限定配布
- 捨テラレテ堕落シテ、自殺シタイ人ニ…（1995年）
  - 仙台バートランド招待ライブにて100枚限定配布
- 死期マデニ…独裁ヲ…（1995年7月15日）
  - 新宿アンティノックにて配布
- "SWEET TEARS"今年、最後の貴方の思い出にこの詩が焼き付くことを願って…（1996年12月31日）
  - 渋谷公会堂にて配布
- 灼熱の蒼（1997年2月16日）
- 傍観者/コノ罪ニツイテ…～実の生る木は花から知れると教えよう…汚（よご）れた皆さんお久し振りです、汚（けが）れた皆様はじめまして…～（2008年3月26日）
  - SHUNの意向により、「ああ…風樹の歎～実の生る木は花から知れると教えよう…汚（よご）れた皆さんお久し振りです、汚（けが）れた皆様はじめまして…～」よりタイトルを変更。

### アルバム
- 神従者（1994年6月12日、日本クラウン）
  - 5月29日にライブで先行販売、2000年1月21日、2002年4月24日に再発売、2002年9月25日にリマスタリング版をリリース
- 精神離脱者（1994年11月10日）
  - 初回限定5000枚及び通常盤をリリース。2002年9月25日にリマスタリング版をリリース
- 透明繭～すかしまゆ～（1996年8月1日）
- 博雅の翼（1996年9月1日）
- ～灼熱の蒼～（1997年2月3日、徳間ジャパンコミュニケーションズ）
  - ベストアルバム
- 冒瀆喜劇（1997年9月25日、イーストウエスト・ジャパン）
- 酔生夢死～無常の風は時を選ばず…朽ちるならそのまま従う事はない…合縁奇縁はセンスの相違。～（2008年4月23日）
- 伯牙、琴を破る（2008年5月7日）
- 異物放牧〜Shun Best Selection〜【陽】（2023年10月28日）
- 異物放牧〜Shun Best Selection〜【影】（2023年11月30日）
- 異物放牧〜Shun Best Selection〜【壊】（2024年1月16日）

### VT
- 裏切りの血舞台～完結編～（1994年6月12日）
- 呪縛の証明（1994年12月3日）
- 道化師カラ届イタ奇妙ナ招待状1（1995年2月28日）
- 道化師カラ届イタ奇妙ナ招待状2（1995年3月10日）
- 道化師カラ届イタ奇妙ナ招待状3（1995年3月20日）
- 道化師カラ届イタ奇妙ナ招待状4（1995年4月1日）
- 喪失の都（1996年7月1日）
- 天上界の扉（1996年11月1日）
- 楽天渺写（1998年1月25日）

## 関連バンド

### 螺旋ウィルス
Deshabillz活動休止直前からSHUNがスタートさせた覆面バンド。美歪の急逝に伴い、Deshabillz活動休止の後すぐに活動を停止。唯一のリリース作品である「真実のオモチャ箱」は、美歪への追悼の念を込めた作品となった。

#### メンバー
- 唄の人:毒きのこ
- 六弦の人:向日葵
- 四弦の人:美歪
- 太鼓の人:R-8ちゃん

#### ディスコフラフィー
- 真実のオモチャ箱（1999年5月7日） CDアルバム

### Domestic†Child
Deshabillz活動休止後、SHUNがスタートさせたバンド。2000年まで精力的に活動を続けるが、それ以降は停滞し、活動を休止。

#### メンバー
- Vocal:SHUN
- Guitar:Satoshi
- Bass:ZERO
- Bass:りょう
- Drums:MASAKI

#### ディスコグラフィー
- 生まれる・・・（1999年4月） デモテープ
- 夢、咲イタ？（1999年5月26日） シングル
- 夢、裂イタ？（1999年6月23日） シングル
- 夢、咲イタ 夢、裂イタ？（1999年8月25日） シングル付ビデオ
- 心臓（2000年2月23日） シングル
- エゴイストの雑音（2000年7月8日） デモテープ
- エゴイスト楽団（2000年8月23日） シングル
- エゴイストの肖像（2000年9月） 応募ビデオ
- 左手の眼球（メダマ）（2002年4月21日） シングル
- クロロホルムオルガン (2003年12月24日)　配布シングル